# 斯圖代內河
斯圖代內河（羅馬化：Studenyi）是烏克蘭西部外喀爾巴阡州胡斯特區的河流，屬於里平卡河的左支流。該河發源自上斯圖代內以北，河道全長12公里，流域面積53.3平方公里。